# أسفار الكتاب المقدس
أسفار الكتاب المقدس هي الكتب التي يتكون منها الكتاب المقدس. يتكون الكتاب المقدس من قسمين: العهد القديم والعهد الجديد.
تتشابه الاسفار بدرجة كبيرة مع وجود اختلافات حولها فيما بين التقاليد اليهودي والكاثوليكي والبروتستانتي والأرثوذكسي الشرقي. فبينما تتشابه قوائم الأسفار في الأرثوذكسي الشرقي والمشرقية والكاثوليكية نجدها تختلف عن البروتستانتية فيما يتعلق بالأسفار القانونية الثانية التي يعتبرها البروتستانت كتبا منحولة (أبوكريفا).
اليونانيين والروس الأرثوذكس، يعترف 79 سفر في كتاب المقدس (52 قدمًا، 27 ميلاديًا)
وفي بعض كتب المقدسة الكاثوليكية تحتوي على 72 سفر بدل من 73  ويرجع السبب هو خلاف ان كان سفر مراثي إرميا جزء من من سفر ارميا.

## العهد القديم/التناخ
| التناخ                           | النسخة البروتستانتية | النسخة الكاثوليكية  | النسخة الأرثوذكسية الشرقية           | النسخة السلافية        |
| -------------------------------- | -------------------- | ------------------- | ------------------------------------ | ---------------------- |
| التوراة أو كتب موسى الخمسة       |                      |                     |                                      |                        |
| التكوين                          | التكوين              | التكوين             | التكوين                              | التكوين                |
| سفر الخروج                       | سفر الخروج           | سفر الخروج          | سفر الخروج                           | سفر الخروج             |
| اللاويين                         | اللاويين             | اللاويين            | اللاويين                             | اللاويين               |
| العدد                            | العدد                | العدد               | العدد                                | العدد                  |
| التثنية                          | التثنية              | التثنية             | التثنية                              | التثنية                |
| الكتب التاريخية                  |                      |                     |                                      |                        |
| يشوع                             | يشوع                 | يشوع                | يشوع                                 | يشوع                   |
| القضاة                           | القضاة               | القضاة              | القضاة                               | القضاة                 |
| انظر في الأسفل                   | راعوث                | راعوث               | راعوث                                | راعوث                  |
| صموئيل                           | صموئيل الأول         | صموئيل الأول        | صموئيل الأول(الممالك الأول) *1       | الممالك الأول          |
| صموئيل                           | صموئيل الثاني        | صموئيل الثاني       | صموئيل الثاني(الممالك الثاني) *1     | المملك الثاني          |
| الملوك                           | الملوك الأول         | الملوك الأول        | الملوك الأول(الممالك الثالث) *1      | الممالك الثالث         |
| الملوك                           | سفر الملوك الثاني    | سفر الملوك الثاني   | سفر الملوك الثاني(الممالك الرابع) *1 | الممالك الرابع         |
| أخبار الأيام انظر في الأسفل      | أخبار الأيام الأول   | أخبار الأيام الأول  | أخبار الأيام الأول                   | أخبار الأيام الأول     |
| أخبار الأيام انظر في الأسفل      | أخبار الأيام الثاني  | أخبار الأيام الثاني | أخبار الأيام الثاني                  | أخبار الأيام الثاني    |
|                                  |                      |                     | إسدراس (عزرا) الأول                  | (إسدراس (عزرا) الثاني) |
| عزرا متضمنا نحميا انظر في الأسفل | عزرا                 | عزرا                | عزرا (إسدراس الثاني) *1 *2           | عزرا                   |
| عزرا متضمنا نحميا انظر في الأسفل | نحميا                | نحميا               | نحميا (إسدراس الثاني) *1 *2          | نحميا                  |
|                                  |                      |                     | (إسدراس الأول)*                      | إسدراس الثاني          |
|                                  |                      | طوبيا               | طوبيا                                | طوبيا                  |
| يهوديت                           | يهوديت               | يهوديت              |                                      |                        |
| انظر في الأسفل                   | أستير                | أستير *3            | أستير *3                             | أستير *3               |
|                                  |                      | المكابين الأول *4   | المكابين الأول                       | انظر في الأسفل         |
| المكابين الثاني *4               | المكابين الثاني      | انظر في الأسفل      |                                      |                        |
|                                  | المكابين الثالث      |                     |                                      |                        |
| المكابين الرابع                  |                      |                     |                                      |                        |
|                                  | كتب الحكمة           |                     |                                      |                        |
| انظر في الأسفل                   | أيوب                 | أيوب                | أيوب                                 | أيوب                   |
| انظر في الأسفل                   | سفر المزامير         | سفر المزامير        | سفر المزامير *5                      | سفر المزامير *5        |
|                                  |                      | سفر أوديس *6        |                                      |                        |
| انظر في الأسفل                   | سفر الأمثال          | سفر الأمثال         | سفر الأمثال                          | سفر الأمثال            |
| انظر في الأسفل                   | الجامعة              | الجامعة             | الجامعة                              | الجامعة                |
| انظر في الأسفل                   | سفر نشيد الأنشاد     | سفر نشيد الأنشاد    | سفر نشيد الأنشاد                     | سفر نشيد الأنشاد       |
|                                  |                      | الحكمة              | الحكمة                               | حكمة سليمان            |
| سيراخ                            | سيراخ                | سيراخ               |                                      |                        |
|                                  | الأنبياء الكبار      |                     |                                      |                        |
| إشعيا                            | إشعيا                | إشعيا               | إشعيا                                | إشعيا                  |
| إرميا                            | إرميا                | إرميا               | إرميا                                | إرميا                  |
| انظر في الأسفل                   | المراثي              | المراثي             | المراثي                              | مراثي إرميا            |
|                                  |                      | *                   | *                                    | رسالة إرميا            |
|                                  |                      | باروك *7            | باروك *7                             | باروك *7               |
| رسالة إرميا *8                   | *                    | باروك *7            |                                      |                        |
| حزقيال                           | حزقيال               | حزقيال              | حزقيال                               | حزقيال                 |
| انظر في الأسفل                   | سفر دانيال           | سفر دانيال *9       | سفر دانيال *9                        | سفر دانيال *9          |
|                                  | الأنبياء الصغار      |                     |                                      |                        |
| الأنبياء الإثنا عشر              | هوشع                 | هوشع                | هوشع                                 | هوشع                   |
| الأنبياء الإثنا عشر              | يوئيل                | يوئيل               | يوئيل                                | يوئيل                  |
| الأنبياء الإثنا عشر              | عاموس                | عاموس               | عاموس                                | عاموس                  |
| الأنبياء الإثنا عشر              | عوبديا               | عوبديا              | عوبديا                               | عوبديا                 |
| الأنبياء الإثنا عشر              | يونان                | يونان               | يونان                                | يونان                  |
| الأنبياء الإثنا عشر              | ميخا                 | ميخا                | ميخا                                 | ميخا                   |
| الأنبياء الإثنا عشر              | ناحوم                | ناحوم               | ناحوم                                | ناحوم                  |
| الأنبياء الإثنا عشر              | حبقوق                | حبقوق               | حبقوق                                | حبقوق                  |
| الأنبياء الإثنا عشر              | صفنيا                | صفنيا               | صفنيا                                | صفنيا                  |
| الأنبياء الإثنا عشر              | حجي                  | حجي                 | حجي                                  | حجي                    |
| الأنبياء الإثنا عشر              | زكريا                | زكريا               | زكريا                                | زكريا                  |
| الأنبياء الإثنا عشر              | ملاخي                | ملاخي               | ملاخي                                | ملاخي                  |
| كيتوفيم أو الكتابات *10          |                      |                     |                                      |                        |
| المزامير                         |                      |                     |                                      |                        |
| الأمثال                          |                      |                     |                                      |                        |
| أيوب                             |                      |                     |                                      |                        |
| سفر نشيد الأنشاد                 |                      |                     |                                      |                        |
| راعوث                            |                      |                     |                                      |                        |
| المراثي                          |                      |                     |                                      |                        |
| الجامعة                          |                      |                     |                                      |                        |
| أستير                            |                      |                     |                                      |                        |
| دانيال                           |                      |                     |                                      |                        |
| عزرا (يتضمن نحميا)               |                      |                     |                                      |                        |
| سفري أخبار الأيام                |                      |                     |                                      |                        |
|                                  |                      | انظر في الأعلى *4   |                                      | المكابين الأول         |
|                                  |                      | انظر في الأعلى *4   |                                      | المكابين الثاني        |

## العهد الجديد
أسفار العهد الجديد بشكل عام متفق عليها بين مختلف الجماعات المسيحية، مع وجود بعض الاختلافات البسيطة في الترتيب.
| النسخ الكاثوليكية والبروتستانتية والأرثوذكسية | نسخة لوثر               | النسخة السلافية         |
| --------------------------------------------- | ----------------------- | ----------------------- |
| الأناجيل الأربعة                              |                         |                         |
| متى                                           | متى                     | متى                     |
| مرقس                                          | مرقس                    | مرقس                    |
| لوقا                                          | لوقا                    | لوقا                    |
| يوحنا                                         | يوحنا                   | يوحنا                   |
| التاريخ                                       |                         |                         |
| أعمال الرسل                                   | أعمال الرسل             | أعمال الرسل             |
| رسائل بولس                                    | رسائل بولس              | رسائل الكاثوليكون       |
| رسالة روما                                    | رسالة روما              | يعقوب                   |
| كورنثوس الأولى                                | كورنثوس الأولى          | بطرس الأولى             |
| كورنثوس الثانية                               | كورنثوس الثانية         | بطرس الثانية            |
| رسالة غلاطية                                  | رسالة غلاطية            | يوحنا الأولى            |
| رسالة أفسس                                    | رسالة أفسس              | يوحنا الثانية           |
| رسالة فيلبي                                   | رسالة فيلبي             | يوحنا الثالثة           |
| رسالة كولوسي                                  | رسالة كولوسي            | يهوذا                   |
| رسالة تسالونيكي الأولى                        | رسالة تسالونيكي الأولى  | رسائل بولس              |
| رسالة تسالونيكي الثانية                       | رسالة تسالونيكي الثانية | رسالة روما              |
| تيموثاوس الأولى                               | تيموثاوس الأولى         | كورنثوس الأولى          |
| تيموثاوس الثانية                              | تيموثاوس الثانية        | رسالة كورنثوس الثانية   |
| طيطس                                          | طيطس                    | رسالة غلاطية            |
| فليمون                                        | فليمون                  | رسالة أفسس              |
| رسائل الكاثوليكون                             | رسائل الكاثوليكون       | رسالة فيلبي             |
| العبرانيين                                    | بطرس الأولى             | رسالة كولوسي            |
| يعقوب                                         | بطرس الثانية            | رسالة تسالونيكي الأولى  |
| بطرس الأولى                                   | يوحنا الأولى            | رسالة تسالونيكي الثانية |
| بطرس الثانية                                  | يوحنا الثانية           | تيموثاوس الأولى         |
| يوحنا الأولى                                  | يوحنا الثالثة           | تيموثاوس الثانية        |
| يوحنا الثانية                                 | أسفار اعترض عليها لوثر  | طيطس                    |
| يوحنا الثالثة                                 | العبرانيين              | فليمون                  |
| يهوذا                                         | يعقوب                   | العبرانيين              |
| نهاية العالم                                  | يهوذا                   | نهاية العالم            |
| رؤيا يوحنا                                    | رؤيا يوحنا              | رؤيا يوحنا              |